# XFS
XFS는 1993년 실리콘 그래픽스(SGI)가 만든 고성능 64비트 저널링 파일 시스템이다. 버전 5.3을 기점으로 SGI의 IRIX 운영 체제의 기본 파일 시스템이었고, 2001년에는 리눅스 커널로 포팅되었다. 2014년 6월 기준으로 XFS는 대부분의 리눅스 배포판에서 지원되며, 그중 일부는 기본 파일 시스템으로 채택하고 있다.

## 역사
실리콘 그래픽스는 1993년 XFS에 대한 개발을 시작하였으며, 이를 1994년 IRIX 버전 5.3에 처음으로 포함시켰다. 이 파일 시스템은 2000년 5월 GNU GPL 하에 출시되었다. 스티브 로드 주도의 SGI 팀이 리눅스로 포팅했으며 2001년에 리눅스 배포판에 의해 처음 지원된다.

## 기능

### 용량
XFS는 64비트 파일 시스템으로, 파일 시스템 크기는 최대 8 엑스비바이트 - 1 바이트 (263 - 1 바이트)이지만, 호스트 운영 체제의 제한에 따라 이 제한은 감소될 수 있다. 32비트 리눅스 시스템은 파일과 파일 시스템의 크기를 16 테비바이트로 제한한다.

## 참고 문헌
- XFS for Linux Administration (SGI Document Number: 007-4273-003)

## 같이 보기
- 파일 시스템 목록